# Liste des joueurs du KSC Hasselt
Cette liste reprend les 268 joueurs de football qui ont évolué au KSC Hasselt depuis la fondation du club.
- Haut – A
- B
- C
- D
- E
- F
- G
- H
- I
- J
- K
- L
- M
- N
- O
- P
- Q
- R
- S
- T
- U
- V
- W
- X
- Y
- Z

## A
| Joueur          | Nationalité | Position | Date de naissance | Période(s) | Matches (dont D1) | Buts | Jaunes | Rouges |
| --------------- | ----------- | -------- | ----------------- | ---------- | ----------------- | ---- | ------ | ------ |
| Ronny Appeltans | Belgique    | ?        | 27/07/1960        | 1989-1995  | 93 (0)            | 12   | 19     | 3      |

## B
| Joueur            | Nationalité | Position       | Date de naissance | Période(s) | Matches (dont D1) | Buts | Jaunes | Rouges |
| ----------------- | ----------- | -------------- | ----------------- | ---------- | ----------------- | ---- | ------ | ------ |
| Peter Bas         | Belgique    | ?              | 4/01/1973         | 1990-1996  | 113 (0)           | 14   | 7      | 1      |
| Philippe Bas      | Belgique    | ?              | 1/12/1971         | 1992-1993  | 1 (0)             | 0    | 0      | 0      |
| Joseph Beckers    | Belgique    | ?              | 22/03/1948        | 1975-1978  | 0 (0)             | 0    | 0      | 0      |
| Eyal Beglaubter   | Belgique    | ?              | 5/12/1963         | 1987-1988  | 10 (0)            | 2    | 1      | 0      |
| Robert Belmans    | Belgique    | ?              | 14/08/1947        | 1975-1976  | 0 (0)             | 0    | 0      | 0      |
| Henri Bemelmans   | Belgique    | ?              | 16/06/1920        | 1942-1944  | 20 (0)            | 8    | 0      | 0      |
| José Berger       | Belgique    | ?              | 20/04/1963        | 1988-1990  | 23 (0)            | 0    | 3      | 0      |
| Jochen Bergmans   | Belgique    | ?              | 10/07/1972        | 1991-1992  | 0 (0)             | 0    | 0      | 0      |
| Bjorn Beutels     | Belgique    | ?              | 31/08/1976        | 1994-1996  | 48 (0)            | 0    | 4      | 1      |
| Mario Bielen      | Belgique    | ?              | 3/09/1966         | 1984-1985  | 0 (0)             | 0    | 0      | 0      |
| Peter Bielen      | Belgique    | ?              | 4/08/1966         | 1993-1994  | 16 (0)            | 1    | 1      | 0      |
| Jozef Biesemans   | Belgique    | ?              | 8/08/1948         | 1967-1978  | 0 (0)             | 0    | 0      | 0      |
| Marc Billen       | Belgique    | ?              | 27/03/1957        | 1975-1986  | 18 (15)           | 0    | 1      | 0      |
| Horst Blankenburg | Allemagne   | Défenseur      | 10/07/1947        | 1979-1980  | 10 (10)           | 0    | 1      | 0      |
| Dirk Boelen       | Belgique    | ?              | 23/03/1965        | 1984-1985  | 0 (0)             | 0    | 0      | 0      |
| Gérard Boes       | Belgique    | ?              | 29/01/1945        | 1977-1978  | 0 (0)             | 0    | 0      | 0      |
| Franky Boets      | Belgique    | Gardien de but | 20/05/1971        | 1996-1998  | 50 (0)            | 0    | 1      | 0      |
| Gustaaf Bogaerts  | Belgique    | ?              | 22/06/1946        | 1967-1975  | 0 (0)             | 0    | 0      | 0      |
| Marc Bogaerts     | Belgique    | ?              | 14/11/1959        | 1986-1988  | 33 (0)            | 1    | 7      | 0      |
| Patrick Bonomi    | Belgique    | ?              | 15/10/1965        | 1996-1998  | 52 (0)            | 5    | 10     | 1      |
| Mustafa Bounafa   | Belgique    | ?              | 16/08/1975        | 1996-1997  | 0 (0)             | 0    | 0      | 0      |
| David Boussu      | Belgique    | Gardien de but | 30/08/1975        | 1992-1993  | 1 (0)             | 0    | 0      | 0      |
| Govert Boyen      | Belgique    | Gardien de but | 7/03/1977         | 1997-1998  | 8 (0)             | 0    | 0      | 0      |
| Johan Bracke      | Belgique    | ?              | 4/06/1966         | 1992-1993  | 1 (0)             | 0    | 0      | 0      |
| Stefan Briers     | Belgique    | ?              | 7/03/1968         | 1986-1991  | 20 (0)            | 0    | 2      | 1      |
| Hendrik Broekmans | Belgique    | ?              | 7/04/1919         | 1947-1951  | 12 (0)            | 4    | 0      | 0      |
| Rudi Buelen       | Belgique    | ?              | 7/11/1953         | 1975-1976  | 0 (0)             | 0    | 0      | 0      |

## C
| Joueur             | Nationalité | Position       | Date de naissance | Période(s) | Matches (dont D1) | Buts | Jaunes | Rouges |
| ------------------ | ----------- | -------------- | ----------------- | ---------- | ----------------- | ---- | ------ | ------ |
| Rudy Caers         | Belgique    | ?              | 16/02/1958        | 1983-1985  | 0 (0)             | 0    | 0      | 0      |
| Luis Calle-Lopez   | Belgique    | ?              | 17/11/1966        | 1983-1984  | 0 (0)             | 0    | 0      | 0      |
| Francesco Camacho  | Espagne     | Gardien de but | 2/07/1969         | 1986-1990  | 16 (0)            | 0    | 0      | 0      |
| Willy Claes        | Belgique    | ?              | 14/07/1967        | 1994-1995  | 0 (0)             | 0    | 0      | 0      |
| Andy Cochet        | Belgique    | ?              | 14/01/1973        | 1996-1997  | 5 (0)             | 0    | 1      | 0      |
| Ronny Coenegrachts | Belgique    | ?              | 19/10/1974        | 1996-1998  | 43 (0)            | 1    | 3      | 0      |
| Aimé Coenen        | Belgique    | ?              | 23/11/1957        | 1985-1987  | 54 (0)            | 3    | 5      | 0      |
| Chris Copermans    | Belgique    | ?              | 26/07/1971        | 1988-1989  | 1 (0)             | 0    | 0      | 0      |
| Erwin Coppejans    | Belgique    | ?              | 7/03/1975         | 1997-1998  | 21 (0)            | 2    | 0      | 0      |
| Michel Corneillie  | Belgique    | ?              | 8/11/1966         | 1984-1991  | 102 (0)           | 0    | 9      | 2      |
| Johan Corvers      | Belgique    | ?              | 5/05/1970         | 1987-1988  | 0 (0)             | 0    | 0      | 0      |
| Benjamin Craeghs   | Belgique    | ?              | 20/09/1967        | 1983-1991  | 1 (0)             | 0    | 0      | 0      |
| Koen Crols         | Belgique    | ?              | 20/08/1979        | 1997-1998  | 1 (0)             | 0    | 0      | 0      |
| Daniel Cupers      | Belgique    | ?              | 18/02/1971        | 1988-1989  | 9 (0)             | 0    | 0      | 0      |
| Frank Cuypers      | Belgique    | ?              | 7/02/1977         | 1995-1998  | 43 (0)            | 2    | 5      | 1      |

## D
| Joueur                 | Nationalité | Position       | Date de naissance | Période(s) | Matches (dont D1) | Buts | Jaunes | Rouges |
| ---------------------- | ----------- | -------------- | ----------------- | ---------- | ----------------- | ---- | ------ | ------ |
| Jean Dachelet          | Belgique    | ?              | 9/08/1950         | 1977-1979  | 0 (0)             | 14   | 0      | 0      |
| Malik Daf              | Belgique    | ?              | 25/08/1968        | 1990-1992  | 26 (0)            | 1    | 3      | 0      |
| Ivo Dahlmans           | Belgique    | ?              | 9/01/1964         | 1989-1990  | 0 (0)             | 0    | 0      | 0      |
| Robert Daniels         | Belgique    | ?              | ?                 | 1967-1968  | 0 (0)             | 0    | 0      | 0      |
| Paul De Bellefroid     | Belgique    | ?              | 7/04/1960         | 1978-1979  | 0 (0)             | 0    | 0      | 0      |
| Yves De Bellefroid     | Belgique    | Gardien de but | 2/05/1959         | 1978-1985  | 4 (4)             | 0    | 0      | 0      |
| Stefan De Bruyne       | Belgique    | Gardien de but | 16/03/1967        | 1991-1992  | 3 (0)             | 0    | 0      | 0      |
| Chris Degens           | Belgique    | ?              | 24/02/1977        | 1995-1996  | 0 (0)             | 0    | 0      | 0      |
| Johan Degrave          | Belgique    | ?              | 17/08/1967        | 1985-1996  | 244 (0)           | 8    | 33     | 1      |
| Luc Delée              | Belgique    | ?              | 25/11/1971        | 1995-1996  | 0 (0)             | 0    | 0      | 0      |
| Dominique Dendas       | Belgique    | ?              | 21/02/1970        | 1986-1996  | 180 (0)           | 7    | 22     | 4      |
| Yves Deom              | Belgique    | Gardien de but | 8/08/1979         | 1996-1998  | 3 (0)             | 0    | 0      | 0      |
| Albert Dewaay          | Belgique    | ?              | 27/06/1954        | 1977-1985  | 1 (1)             | 20   | 0      | 0      |
| Jean-Marie Dewalleff   | Belgique    | ?              | 19/08/1958        | 1980-1984  | 0 (0)             | 0    | 0      | 0      |
| Emiel Dezutter         | Belgique    | ?              | 12/08/1960        | 1982-1985  | 0 (0)             | 0    | 0      | 0      |
| Roberto Di Giambatista | Italie      | ?              | 6/06/1978         | 1994-1997  | 16 (0)            | 1    | 2      | 0      |
| Johan Dirckx           | Belgique    | ?              | 13/03/1971        | 1990-1991  | 3 (0)             | 0    | 0      | 0      |
| Johan Driesen          | Belgique    | ?              | 17/02/1973        | 1990-1994  | 99 (0)            | 19   | 17     | 3      |
| Patrick Dupas          | Belgique    | ?              | 12/11/1959        | 1981-1987  | 52 (0)            | 41   | 2      | 0      |
| Sybrandus Dykstra      | Pays-Bas    | Gardien de but | 20/10/1966        | 1990-1991  | 6 (0)             | 0    | 0      | 0      |

## E
| Joueur          | Nationalité | Position  | Date de naissance | Période(s) | Matches (dont D1) | Buts | Jaunes | Rouges |
| --------------- | ----------- | --------- | ----------------- | ---------- | ----------------- | ---- | ------ | ------ |
| Rob Ellen       | Belgique    | ?         | 29/12/1961        | 1994-1995  | 0 (0)             | 0    | 0      | 0      |
| Hans Engbersen  | Pays-Bas    | Attaquant | 11/11/1952        | 1981-1982  | 0 (0)             | 0    | 0      | 0      |
| Dieter Engelen  | Belgique    | ?         | 5/01/1978         | 1997-1998  | 10 (0)            | 1    | 0      | 1      |
| Philip Ennekens | Belgique    | ?         | 28/01/1960        | 1980-1985  | 0 (0)             | 0    | 0      | 2      |
| Bulent Eris     | Belgique    | ?         | 17/06/1975        | 1994-1995  | 1 (0)             | 0    | 0      | 0      |
| Pierre Essers   | Pays-Bas    | ?         | 20/02/1959        | 1983-1985  | 0 (0)             | 12   | 0      | 0      |
| Freddy Esters   | Belgique    | ?         | 23/02/1960        | 1978-1981  | 17 (17)           | 0    | 4      | 0      |
| Luc Eymael      | Belgique    | ?         | 20/09/1959        | 1995-1996  | 25 (0)            | 0    | 0      | 0      |

## F
| Joueur             | Nationalité | Position  | Date de naissance | Période(s) | Matches (dont D1) | Buts | Jaunes | Rouges |
| ------------------ | ----------- | --------- | ----------------- | ---------- | ----------------- | ---- | ------ | ------ |
| Werner Fastre      | Belgique    | ?         | 6/08/1954         | 1970-1980  | 42 (13)           | 1    | 0      | 0      |
| Giovanni Fimiani   | Belgique    | ?         | 27/12/1958        | 1983-1984  | 0 (0)             | 0    | 0      | 0      |
| Heinz-Jürgen Frost | Allemagne   | Défenseur | 7/04/1956         | 1979-1981  | 7 (7)             | 0    | 0      | 0      |

## G
| Joueur            | Nationalité     | Position  | Date de naissance | Période(s) | Matches (dont D1) | Buts | Jaunes | Rouges |
| ----------------- | --------------- | --------- | ----------------- | ---------- | ----------------- | ---- | ------ | ------ |
| Dušan Galis       | Tchécoslovaquie | Attaquant | 7/11/1949         | 1982-1983  | 0 (0)             | 0    | 0      | 0      |
| Philip George     | Angleterre      | ?         | 18/03/1963        | 1985-1986  | 7 (0)             | 1    | 0      | 0      |
| Filip Geypens     | Belgique        | ?         | 23/09/1974        | 1995-1996  | 27 (0)            | 2    | 2      | 0      |
| Steven Geypens    | Belgique        | ?         | 9/04/1978         | 1996-1997  | 1 (0)             | 0    | 0      | 0      |
| Albert Ghys       | Belgique        | ?         | 22/09/1967        | 1988-1994  | 133 (0)           | 17   | 13     | 0      |
| Philippe Gilissen | Belgique        | ?         | 22/12/1978        | 1994-1997  | 43 (0)            | 6    | 4      | 1      |
| Jimmy Grolet      | Belgique        | ?         | 8/11/1978         | 1997-1998  | 2 (0)             | 0    | 1      | 0      |
| Carlo Grondelaers | Belgique        | ?         | 31/03/1964        | 1985-1989  | 61 (0)            | 6    | 2      | 1      |

## H
| Joueur            | Nationalité | Position          | Date de naissance | Période(s) | Matches (dont D1) | Buts | Jaunes | Rouges |
| ----------------- | ----------- | ----------------- | ----------------- | ---------- | ----------------- | ---- | ------ | ------ |
| Michel Haan       | Pays-Bas    | Milieu de terrain | 2/04/1967         | 1986-1987  | 11 (0)            | 3    | 0      | 0      |
| Peter Haas        | Pays-Bas    | ?                 | 28/09/1971        | 1996-1997  | 2 (0)             | 0    | 0      | 0      |
| Kim Hagelsteens   | Belgique    | ?                 | 17/08/1975        | 1993-1994  | 0 (0)             | 0    | 0      | 0      |
| Larbi Hazam       | Maroc       | Milieu de terrain | 19/03/1952        | 1979-1980  | 26 (26)           | 3    | 0      | 0      |
| Ronny Heleven     | Belgique    | ?                 | 1/11/1963         | 1985-1986  | 0 (0)             | 0    | 0      | 0      |
| Christiaan Hensen | Belgique    | ?                 | 4/01/1957         | 1980-1981  | 0 (0)             | 0    | 0      | 0      |
| Alain Hermans     | Belgique    | ?                 | 24/09/1964        | 1981-1995  | 131 (0)           | 15   | 10     | 1      |
| Alfred Hermans    | Belgique    | Gardien de but    | 28/03/1949        | 1977-1984  | 29 (29)           | 0    | 0      | 0      |
| Dirk Hermans      | Belgique    | ?                 | 10/12/1959        | 1979-1980  | 2 (2)             | 1    | 0      | 0      |
| Johny Hermans     | Belgique    | ?                 | 10/10/1967        | 1990-1991  | 0 (0)             | 0    | 0      | 0      |
| Roger Hermans     | Belgique    | Gardien de but    | 18/06/1950        | 1977-1980  | 3 (3)             | 0    | 0      | 0      |
| Vic Hermans       | Belgique    | ?                 | 31/05/1974        | 1996-1998  | 48 (0)            | 4    | 6      | 0      |
| Willy Hox         | Belgique    | ?                 | 10/10/1947        | 1967-1980  | 30 (30)           | 0    | 0      | 0      |
| Nicolas Hoydonckx | Belgique    | Défenseur         | 29/12/1900        | 1928-1933  | 0 (0)             | 0    | 0      | 0      |
| Jozef Huybrechts  | Belgique    | ?                 | 26/02/1946        | 1974-1981  | 81 (18)           | 2    | 0      | 0      |

## I
| Joueur             | Nationalité | Position | Date de naissance | Période(s) | Matches (dont D1) | Buts | Jaunes | Rouges |
| ------------------ | ----------- | -------- | ----------------- | ---------- | ----------------- | ---- | ------ | ------ |
| Bonide Isungampale | Belgique    | ?        | 4/04/1968         | 1994-1995  | 29 (0)            | 6    | 0      | 0      |

## J
| Joueur             | Nationalité | Position | Date de naissance | Période(s) | Matches (dont D1) | Buts | Jaunes | Rouges |
| ------------------ | ----------- | -------- | ----------------- | ---------- | ----------------- | ---- | ------ | ------ |
| Kurt Jacobs        | Belgique    | ?        | 13/12/1969        | 1986-1987  | 0 (0)             | 0    | 0      | 0      |
| Alain Jammaers     | Belgique    | ?        | 18/12/1970        | 1990-1991  | 0 (0)             | 0    | 0      | 0      |
| Dimitri Jans       | Belgique    | ?        | 24/06/1971        | 1991-1993  | 9 (0)             | 0    | 0      | 0      |
| Johnny Janssen     | Belgique    | ?        | 22/04/1966        | 1996-1997  | 13 (0)            | 0    | 3      | 2      |
| Roland Janssen     | Belgique    | ?        | 30/09/1958        | 1985-1987  | 60 (0)            | 10   | 4      | 0      |
| Wilfried Jeurissen | Belgique    | ?        | 12/04/1966        | 1989-1990  | 0 (0)             | 0    | 0      | 0      |
| Jan Joossens       | Belgique    | ?        | 13/04/1969        | 1991-1992  | 7 (0)             | 1    | 0      | 0      |
| John Jorissen      | Belgique    | ?        | 2/03/1970         | 1992-1996  | 103 (0)           | 18   | 15     | 3      |

## K
| Joueur            | Nationalité    | Position          | Date de naissance | Période(s) | Matches (dont D1) | Buts | Jaunes | Rouges |
| ----------------- | -------------- | ----------------- | ----------------- | ---------- | ----------------- | ---- | ------ | ------ |
| Kabundi Kalala    | Zaïre          | ?                 | 21/08/1961        | 1985-1986  | 1 (0)             | 0    | 0      | 0      |
| Koen Kelchtermans | Belgique       | ?                 | 25/02/1978        | 1994-1998  | 17 (0)            | 0    | 1      | 0      |
| Rony Kellens      | Belgique       | ?                 | 25/02/1969        | 1997-1998  | 15 (0)            | 3    | 1      | 0      |
| Léon Kerstgens    | Pays-Bas       | ?                 | 17/07/1949        | 1980-1982  | 0 (0)             | 0    | 0      | 0      |
| Stefan Kicken     | Belgique       | ?                 | 10/07/1970        | 1992-1993  | 4 (0)             | 0    | 0      | 0      |
| Chris Kleykens    | Belgique       | ?                 | 13/09/1961        | 1979-1981  | 3 (3)             | 0    | 0      | 0      |
| Geert Knapen      | Belgique       | Attaquant         | 20/12/1972        | 1989-1996  | 156 (0)           | 39   | 20     | 4      |
| Jovica Kolb       | RF Yougoslavie | Milieu de terrain | 24/11/1963        | 1997-1998  | 21 (0)            | 0    | 4      | 0      |
| Ivan Konings      | Belgique       | ?                 | 18/07/1957        | 1977-1982  | 30 (30)           | 0    | 2      | 0      |
| Marcel Koppers    | Belgique       | ?                 | 5/09/1956         | 1977-1980  | 0 (0)             | 0    | 0      | 0      |
| Károly Krémer     | Hongrie        | Milieu de terrain | 8/02/1947         | 1979-1980  | 10 (10)           | 0    | 0      | 0      |
| Filippe Kuypers   | Belgique       | ?                 | 14/10/1971        | 1997-1998  | 0 (0)             | 0    | 0      | 0      |

## L
| Joueur            | Nationalité | Position | Date de naissance | Période(s) | Matches (dont D1) | Buts | Jaunes | Rouges |
| ----------------- | ----------- | -------- | ----------------- | ---------- | ----------------- | ---- | ------ | ------ |
| Christian Labarbe | Belgique    | ?        | 16/10/1951        | 1984-1985  | 0 (0)             | 0    | 0      | 0      |
| Bart Lambrichts   | Belgique    | ?        | 20/05/1961        | 1978-1981  | 11 (11)           | 2    | 0      | 0      |
| Edwig Lavigne     | Belgique    | ?        | 10/10/1973        | 1995-1996  | 16 (0)            | 2    | 3      | 0      |
| Raf Leenaers      | Belgique    | ?        | 25/01/1971        | 1992-1993  | 9 (0)             | 1    | 1      | 0      |
| Karel Leonaers    | Belgique    | ?        | 9/08/1968         | 1989-1990  | 0 (0)             | 0    | 0      | 0      |
| Laurent Licata    | Belgique    | ?        | 4/09/1973         | 1991-1993  | 7 (0)             | 0    | 1      | 0      |
| Raoul Loop        | Belgique    | ?        | 24/12/1970        | 1994-1995  | 8 (0)             | 0    | 0      | 0      |
| Erwin Lormans     | Belgique    | ?        | 29/06/1963        | 1987-1988  | 2 (0)             | 0    | 0      | 0      |
| Sven Lowet        | Belgique    | ?        | 16/04/1976        | 1994-1998  | 2 (0)             | 0    | 0      | 0      |

## M
| Joueur              | Nationalité                      | Position          | Date de naissance | Période(s) | Matches (dont D1) | Buts | Jaunes | Rouges |
| ------------------- | -------------------------------- | ----------------- | ----------------- | ---------- | ----------------- | ---- | ------ | ------ |
| Tom Machiels        | Belgique                         | ?                 | 16/12/1974        | 1996-1997  | 18 (0)            | 0    | 3      | 0      |
| Éric Maenen         | Belgique                         | ?                 | 11/03/1970        | 1990-1991  | 0 (0)             | 0    | 0      | 0      |
| Bert Maes           | Belgique                         | ?                 | 2/06/1968         | 1990-1991  | 12 (0)            | 0    | 1      | 0      |
| Johan Maes          | Belgique                         | ?                 | 1/06/1971         | 1990-1996  | 131 (0)           | 7    | 15     | 1      |
| Marc Maes           | Belgique                         | ?                 | 24/08/1965        | 1986-1987  | 7 (0)             | 0    | 0      | 0      |
| Edmond Makowski     | Belgique                         | ?                 | ?                 | 1970-1971  | 0 (0)             | 0    | 0      | 0      |
| N'Dombasi Mandiangu | Zaïre                            | Milieu de terrain | 18/03/1963        | 1987-1989  | 57 (0)            | 32   | 9      | 0      |
| Edmond Maris        | Belgique                         | ?                 | ?                 | 1977-1978  | 0 (0)             | 0    | 0      | 0      |
| Eddy Martens        | Belgique                         | ?                 | 8/10/1957         | 1980-1982  | 27 (0)            | 9    | 0      | 0      |
| Walter Martens      | Belgique                         | ?                 | 4/01/1966         | 1991-1992  | 20 (0)            | 1    | 2      | 0      |
| Jozef Mazura        | Tchécoslovaquie                  | Défenseur         | 2/04/1956         | 1987-1988  | 26 (0)            | 2    | 4      | 0      |
| Ivo Mees            | Belgique                         | ?                 | 5/05/1956         | 1980-1981  | 0 (0)             | 0    | 0      | 0      |
| Ward Melaer         | Belgique                         | ?                 | 14/01/1968        | 1991-1992  | 18 (0)            | 1    | 2      | 0      |
| Johan Melotte       | Belgique                         | ?                 | ?                 | 1974-1975  | 0 (0)             | 0    | 0      | 0      |
| Ozturk Mert         | Belgique                         | ?                 | 5/09/1977         | 1997-1998  | 3 (0)             | 0    | 0      | 0      |
| Guy Mesotten        | Belgique                         | ?                 | 10/08/1961        | 1997-1998  | 26 (0)            | 13   | 4      | 0      |
| Gunther Meuwissen   | Belgique                         | Milieu de terrain | 12/02/1974        | 1992-1996  | 94 (0)            | 2    | 6      | 0      |
| Frank Meyers        | Belgique                         | ?                 | 17/01/1976        | 1996-1998  | 27 (0)            | 2    | 6      | 1      |
| Guy Meynen          | Belgique                         | ?                 | 13/05/1964        | 1981-1984  | 0 (0)             | 0    | 0      | 0      |
| Jan Michielsen      | Belgique                         | ?                 | 18/02/1948        | 1977-1978  | 0 (0)             | 0    | 0      | 0      |
| Dominique Miguet    | Belgique                         | ?                 | 28/07/1965        | 1988-1989  | 19 (0)            | 1    | 3      | 1      |
| Zoran Mitić         | RF Yougoslavie                   | ?                 | 16/02/1970        | 1996-1997  | 13 (0)            | 1    | 1      | 0      |
| Guy Miyeki          | République démocratique du Congo | ?                 | 11/04/1977        | 1996-1997  | 13 (0)            | 4    | 2      | 0      |
| Danny Moermans      | Belgique                         | ?                 | 30/08/1962        | 1980-1985  | 0 (0)             | 0    | 0      | 0      |
| Luc Moers           | Belgique                         | ?                 | 18/01/1961        | 1978-1979  | 0 (0)             | 0    | 0      | 0      |
| Johan Moons         | Belgique                         | Gardien de but    | 26/08/1963        | 1982-1986  | 4 (0)             | 0    | 0      | 0      |
| Sven Moons          | Belgique                         | ?                 | 15/10/1969        | 1990-1991  | 21 (0)            | 1    | 3      | 0      |

## N
| Joueur               | Nationalité     | Position       | Date de naissance | Période(s) | Matches (dont D1) | Buts | Jaunes | Rouges |
| -------------------- | --------------- | -------------- | ----------------- | ---------- | ----------------- | ---- | ------ | ------ |
| Jaroslav Netolička   | Tchécoslovaquie | Gardien de but | 3/03/1954         | 1987-1988  | 25 (0)            | 0    | 0      | 1      |
| Chris Neuts          | Belgique        | ?              | 14/05/1964        | 1986-1987  | 11 (0)            | 0    | 0      | 0      |
| René Neven           | Belgique        | ?              | ?                 | 1970-1971  | 0 (0)             | 0    | 0      | 0      |
| Ronny Neys           | Belgique        | ?              | 21/01/1968        | 1987-1988  | 1 (0)             | 0    | 0      | 0      |
| Khayal Makhou Niasse | Sénégal         | Défenseur      | 30/11/1966        | 1988-1991  | 49 (0)            | 1    | 6      | 2      |
| Ivan Nicasi          | Belgique        | ?              | 20/08/1970        | 1990-1991  | 0 (0)             | 0    | 0      | 0      |
| Peter Nijs           | Belgique        | ?              | 25/01/1969        | 1991-1992  | 0 (0)             | 0    | 0      | 0      |
| Jean-Claude Nivelles | Belgique        | Gardien de but | 9/06/1963         | 1983-1985  | 0 (0)             | 0    | 0      | 0      |
| Joris Nivelles       | Belgique        | ?              | 25/10/1943        | 1965-1968  | 0 (0)             | 0    | 0      | 0      |
| Willy Noelmans       | Belgique        | ?              | 1/09/1955         | 1978-1985  | 24 (24)           | 0    | 4      | 0      |
| Frits Nöllgen        | Pays-Bas        | Attaquant      | 20/12/1964        | 1989-1990  | 25 (0)            | 9    | 1      | 0      |
| Patrick Nys          | Belgique        | Gardien de but | 25/01/1969        | 1991-1994  | 29 (0)            | 0    | 1      | 0      |

## O
| Joueur          | Nationalité | Position | Date de naissance | Période(s) | Matches (dont D1) | Buts | Jaunes | Rouges |
| --------------- | ----------- | -------- | ----------------- | ---------- | ----------------- | ---- | ------ | ------ |
| Luk Oliestelder | Belgique    | ?        | 15/01/1975        | 1996-1998  | 23 (0)            | 2    | 3      | 0      |
| Rudy Oyen       | Belgique    | ?        | 24/10/1965        | 1984-1987  | 2 (0)             | 0    | 0      | 0      |

## P
| Joueur          | Nationalité | Position | Date de naissance | Période(s) | Matches (dont D1) | Buts | Jaunes | Rouges |
| --------------- | ----------- | -------- | ----------------- | ---------- | ----------------- | ---- | ------ | ------ |
| Jozef Pass      | Belgique    | ?        | ?                 | 1967-1971  | 0 (0)             | 0    | 0      | 0      |
| Rik Paulussen   | Belgique    | ?        | 17/04/1972        | 1992-1993  | 2 (0)             | 0    | 1      | 0      |
| Rudy Peeters    | Belgique    | ?        | 14/09/1968        | 1983-1984  | 0 (0)             | 0    | 0      | 0      |
| Eddy Perdieux   | Belgique    | ?        | 23/10/1966        | 1983-1986  | 4 (0)             | 0    | 0      | 0      |
| Patrick Philips | Belgique    | ?        | 20/09/1977        | 1995-1998  | 20 (0)            | 1    | 2      | 0      |
| Albert Piroton  | Belgique    | ?        | 18/08/1955        | 1978-1979  | 0 (0)             | 0    | 0      | 0      |
| Jerry Przybylak | Belgique    | ?        | 28/05/1973        | 1996-1997  | 0 (0)             | 0    | 0      | 0      |
| Marcel Put      | Belgique    | ?        | 8/11/1948         | 1979-1982  | 30 (30)           | 6    | 0      | 0      |
| Rik Putzeys     | Belgique    | ?        | 31/03/1965        | 1982-1985  | 0 (0)             | 0    | 0      | 0      |

## Q
| Joueur         | Nationalité | Position | Date de naissance | Période(s) | Matches (dont D1) | Buts | Jaunes | Rouges |
| -------------- | ----------- | -------- | ----------------- | ---------- | ----------------- | ---- | ------ | ------ |
| Gerry Quintens | Belgique    | ?        | 3/05/1962         | 1980-1981  | 0 (0)             | 0    | 0      | 0      |
| Hugo Quintiens | Belgique    | ?        | 20/09/1955        | 1977-1978  | 0 (0)             | 0    | 0      | 0      |

## R
| Joueur          | Nationalité | Position  | Date de naissance | Période(s) | Matches (dont D1) | Buts | Jaunes | Rouges |
| --------------- | ----------- | --------- | ----------------- | ---------- | ----------------- | ---- | ------ | ------ |
| Dirk Ramaekers  | Belgique    | ?         | 6/09/1966         | 1987-1988  | 1 (0)             | 0    | 0      | 0      |
| Peter Ramaekers | Belgique    | ?         | 7/11/1970         | 1986-1987  | 0 (0)             | 0    | 0      | 0      |
| Paul Reenaers   | Belgique    | ?         | 12/03/1956        | 1977-1981  | 16 (16)           | 0    | 1      | 0      |
| Joseph Renaerts | Belgique    | ?         | ?                 | 1970-1971  | 0 (0)             | 0    | 0      | 0      |
| Oscar Renaerts  | Belgique    | ?         | 8/03/1950         | 1969-1972  | 0 (0)             | 0    | 0      | 0      |
| Peter Ressel    | Pays-Bas    | Attaquant | 4/12/1945         | 1979-1980  | 8 (8)             | 2    | 0      | 0      |
| Bart Reyskens   | Belgique    | ?         | 4/06/1961         | 1982-1984  | 0 (0)             | 0    | 0      | 0      |
| Tom Roman       | Belgique    | ?         | 31/03/1973        | 1993-1994  | 11 (0)            | 1    | 1      | 0      |
| Tony Rombouts   | Belgique    | Défenseur | 14/10/1952        | 1970-1974  | 0 (0)             | 0    | 0      | 0      |
| Guido Roussard  | Belgique    | ?         | 23/11/1965        | 1983-1995  | 53 (0)            | 0    | 5      | 1      |
| Rudy Royakkers  | Belgique    | ?         | 25/02/1964        | 1989-1991  | 25 (0)            | 2    | 0      | 1      |
| Ruben Rutten    | Belgique    | ?         | 17/05/1977        | 1994-1997  | 2 (0)             | 0    | 0      | 0      |
| Simon Rutten    | Belgique    | ?         | 5/06/1978         | 1995-1998  | 38 (0)            | 0    | 1      | 0      |
| Marco Ruzzi     | Belgique    | ?         | 20/03/1981        | 1997-1998  | 2 (0)             | 0    | 0      | 0      |

## S
| Joueur              | Nationalité     | Position          | Date de naissance | Période(s)           | Matches (dont D1) | Buts | Jaunes | Rouges |
| ------------------- | --------------- | ----------------- | ----------------- | -------------------- | ----------------- | ---- | ------ | ------ |
| Gino Saglimbeni     | Belgique        | ?                 | 9/11/1976         | 1995-1997            | 25 (0)            | 0    | 3      | 1      |
| David Sannen        | Belgique        | ?                 | 31/01/1972        | 1993-1995            | 7 (0)             | 0    | 0      | 0      |
| Jeroen Santermans   | Belgique        | ?                 | 29/10/1977        | 1995-1996            | 1 (0)             | 0    | 0      | 0      |
| Hein Saris          | Belgique        | ?                 | 20/08/1967        | 1984-1986            | 0 (0)             | 0    | 0      | 0      |
| Benny Schaeken      | Belgique        | ?                 | 2/10/1969         | 1987-1988            | 2 (0)             | 0    | 0      | 0      |
| Bart Schapmans      | Belgique        | Gardien de but    | 29/11/1976        | 1994-1996            | 6 (0)             | 0    | 0      | 0      |
| Jürgen Scheuring    | Allemagne       | Attaquant         | 22/04/1953        | 1979-1981            | 0 (0)             | 0    | 0      | 0      |
| Patrick Schoofs     | Belgique        | ?                 | 10/03/1959        | 1978-1980            | 27 (27)           | 3    | 0      | 0      |
| Ronny Schraeyen     | Belgique        | ?                 | ?                 | 1970-1971            | 0 (0)             | 0    | 0      | 0      |
| Valère Schuermans   | Belgique        | ?                 | 20/11/1952        | 1977-1979            | 0 (0)             | 0    | 0      | 0      |
| Steven Schuurmans   | Belgique        | ?                 | 21/02/1974        | 1994-1998            | 25 (0)            | 4    | 1      | 0      |
| Pierre Silliard     | Belgique        | ?                 | 8/03/1958         | 1980-1987            | 59 (0)            | 20   | 2      | 0      |
| Kurt Simons         | Belgique        | ?                 | 8/06/1965         | 1985-1986            | 0 (0)             | 0    | 0      | 0      |
| Rudi Simons         | Belgique        | ?                 | 24/01/1971        | 1992-1993            | 2 (0)             | 0    | 0      | 0      |
| Steven Slack        | Angleterre      | ?                 | 15/08/1964        | 1985-1986            | 3 (0)             | 0    | 0      | 0      |
| Theo Smeets         | Belgique        | ?                 | ?                 | 1970-1972            | 0 (0)             | 0    | 0      | 0      |
| Steven Soogen       | Belgique        | ?                 | 6/11/1976         | 1994-1996            | 4 (0)             | 0    | 0      | 0      |
| Djuro Šorgić        | Yougoslavie     | Attaquant         | 26/02/1948        | 1974-1975            | 0 (0)             | 0    | 0      | 0      |
| Hans Spillmann      | Pays-Bas        | Gardien de but    | 2/06/1969         | 1993-1995            | 58 (0)            | 0    | 2      | 0      |
| Dirk Staelens       | Belgique        | ?                 | 8/06/1961         | 1979-1982, 1985-1989 | 116 (6)           | 0    | 16     | 1      |
| Christophe Staeren  | Belgique        | ?                 | 28/04/1978        | 1995-1996            | 0 (0)             | 0    | 0      | 0      |
| Koen Stassen        | Belgique        | ?                 | 13/07/1976        | 1993-1994            | 0 (0)             | 0    | 0      | 0      |
| Carlo Stevens       | Belgique        | ?                 | 25/01/1969        | 1991-1993            | 32 (0)            | 12   | 2      | 0      |
| Jean-Pierre Stijnen | Belgique        | ?                 | 1/05/1951         | 1970-1975            | 0 (0)             | 0    | 0      | 0      |
| Jarosław Studzizba  | Pologne         | Milieu de terrain | 28/10/1955        | 1988-1989            | 20 (0)            | 0    | 0      | 0      |
| Wilbert Suvrijn     | Pays-Bas        | Milieu de terrain | 26/10/1962        | 1994-1995            | 24 (0)            | 0    | 6      | 1      |
| Ján Švehlík         | Tchécoslovaquie | Attaquant         | 17/01/1950        | 1982-1984            | 0 (0)             | 11   | 0      | 0      |

## T
| Joueur            | Nationalité | Position          | Date de naissance | Période(s) | Matches (dont D1) | Buts | Jaunes | Rouges |
| ----------------- | ----------- | ----------------- | ----------------- | ---------- | ----------------- | ---- | ------ | ------ |
| Bert Theunissen   | Belgique    | ?                 | 24/12/1975        | 1994-1995  | 0 (0)             | 0    | 0      | 0      |
| Geert Thijs       | Belgique    | Milieu de terrain | 1/05/1971         | 1989-1990  | 9 (0)             | 0    | 1      | 1      |
| Michel Thiry      | Belgique    | ?                 | 3/02/1960         | 1982-1983  | 0 (0)             | 0    | 0      | 0      |
| Kris Thoelen      | Belgique    | ?                 | 7/06/1973         | 1991-1998  | 56 (0)            | 4    | 7      | 0      |
| Peter Tomaszewski | Allemagne   | ?                 | 10/01/1955        | 1979-1980  | 8 (8)             | 0    | 0      | 0      |

## V
| Joueur                  | Nationalité     | Position          | Date de naissance | Période(s) | Matches (dont D1) | Buts | Jaunes | Rouges |
| ----------------------- | --------------- | ----------------- | ----------------- | ---------- | ----------------- | ---- | ------ | ------ |
| Rostislav Václavíček    | Tchécoslovaquie | Défenseur         | 7/12/1946         | 1982-1984  | 0 (0)             | 0    | 0      | 0      |
| Tony Vaesen             | Belgique        | ?                 | 21/07/1948        | 1977-1978  | 0 (0)             | 0    | 0      | 0      |
| Frank Valkenborch       | Belgique        | ?                 | 22/05/1961        | 1985-1988  | 70 (0)            | 17   | 5      | 0      |
| André Van Baelen        | Belgique        | ?                 | 17/08/1953        | 1971-1974  | 0 (0)             | 0    | 0      | 0      |
| Rudi Van Den Steen      | Belgique        | Gardien de but    | 4/05/1965         | 1988-1993  | 73 (0)            | 0    | 1      | 0      |
| Marcel Van Dingenen     | Belgique        | ?                 | 25/01/1947        | 1972-1973  | 0 (0)             | 10   | 0      | 0      |
| Kim Van Hex             | Belgique        | ?                 | 17/01/1979        | 1996-1998  | 4 (0)             | 0    | 0      | 0      |
| Johan Van Parijs        | Belgique        | Gardien de but    | 8/10/1956         | 1985-1988  | 45 (0)            | 0    | 2      | 0      |
| Tom Van Rengen          | Belgique        | ?                 | 21/12/1968        | 1995-1996  | 29 (0)            | 8    | 3      | 0      |
| Jozef Van Rompay        | Belgique        | ?                 | 23/12/1929        | 1950-1953  | 0 (0)             | 0    | 0      | 0      |
| Geert Van Wetswinkel    | Belgique        | ?                 | 2/08/1969         | 1986-1992  | 23 (0)            | 0    | 3      | 0      |
| Stefaan Van Winckel     | Belgique        | ?                 | 6/04/1967         | 1992-1993  | 25 (0)            | 3    | 7      | 0      |
| Winand Vandelaer        | Belgique        | ?                 | 3/12/1956         | 1982-1986  | 28 (0)            | 0    | 7      | 0      |
| Pierre Vandepitte       | Belgique        | ?                 | 1/11/1960         | 1984-1988  | 76 (0)            | 3    | 2      | 0      |
| René Vandereycken       | Belgique        | Milieu de terrain | 22/07/1953        | 1971-1974  | 0 (0)             | 0    | 0      | 0      |
| Ronny Vandergeeten      | Belgique        | ?                 | 12/01/1970        | 1996-1998  | 54 (0)            | 2    | 10     | 1      |
| Stefan Vanderhoydonck   | Belgique        | ?                 | 13/03/1970        | 1993-1994  | 10 (0)            | 1    | 0      | 0      |
| Philippe Vanderstraeten | Belgique        | ?                 | 27/08/1956        | 1978-1980  | 22 (22)           | 1    | 0      | 0      |
| Guy Vandevenne          | Belgique        | ?                 | 12/05/1968        | 1985-1998  | 39 (0)            | 8    | 1      | 0      |
| Omer Vandikkelen        | Belgique        | ?                 | 3/08/1962         | 1979-1986  | 5 (0)             | 0    | 0      | 0      |
| Rony Vangompel          | Belgique        | ?                 | 9/07/1968         | 1987-1991  | 82 (0)            | 19   | 3      | 0      |
| Wilfried Vanherle       | Belgique        | ?                 | 2/12/1968         | 1989-1992  | 5 (0)             | 0    | 0      | 0      |
| Johan Vanheusden        | Belgique        | ?                 | 25/04/1968        | 1985-1988  | 60 (0)            | 7    | 3      | 0      |
| Christiaan Vanhoutvin   | Belgique        | ?                 | 22/05/1968        | 1983-1987  | 0 (0)             | 0    | 0      | 0      |
| Mathieu Vanhove         | Belgique        | ?                 | 17/05/1951        | 1977-1984  | 32 (32)           | 1    | 2      | 0      |
| Jan Vanlimbergen        | Belgique        | ?                 | 26/08/1962        | 1986-1992  | 93 (0)            | 15   | 13     | 0      |
| Ives Vanvoorden         | Belgique        | ?                 | 2/10/1962         | 1980-1981  | 0 (0)             | 0    | 0      | 0      |
| Marcel Veerman          | Pays-Bas        | Milieu de terrain | 12/01/1968        | 1997-1998  | 11 (0)            | 2    | 3      | 0      |
| Philippe Veltjen        | Belgique        | ?                 | 14/12/1969        | 1986-1988  | 6 (0)             | 0    | 2      | 0      |
| Pierre Veraa            | Belgique        | ?                 | 16/02/1961        | 1978-1985  | 14 (14)           | 0    | 0      | 0      |
| Dave Vercauteren        | Belgique        | ?                 | 7/05/1974         | 1992-1993  | 11 (0)            | 0    | 0      | 0      |
| Norbert Verdingh        | Belgique        | ?                 | 22/11/1945        | 1965-1979  | 0 (0)             | 0    | 0      | 0      |
| Stefaan Verdonck        | Belgique        | ?                 | 14/08/1971        | 1996-1997  | 2 (0)             | 0    | 0      | 0      |
| Yves Verjans            | Belgique        | ?                 | 5/07/1975         | 1996-1998  | 50 (0)            | 5    | 4      | 1      |
| Alex Verniers           | Belgique        | ?                 | 29/10/1957        | 1989-1990  | 0 (0)             | 0    | 0      | 0      |
| Karel Verwimp           | Belgique        | ?                 | 23/01/1944        | 1969-1971  | 0 (0)             | 0    | 0      | 0      |
| Peter Voets             | Belgique        | Défenseur         | 17/09/1968        | 1989-1993  | 87 (0)            | 1    | 9      | 1      |
| Joeri Vranckx           | Belgique        | ?                 | 21/10/1969        | 1988-1990  | 3 (0)             | 0    | 0      | 0      |

## W
| Joueur            | Nationalité | Position       | Date de naissance | Période(s) | Matches (dont D1) | Buts | Jaunes | Rouges |
| ----------------- | ----------- | -------------- | ----------------- | ---------- | ----------------- | ---- | ------ | ------ |
| Tommy Windmolders | Belgique    | ?              | 28/08/1977        | 1995-1998  | 50 (0)            | 3    | 0      | 1      |
| Peter Wissels     | Belgique    | ?              | 10/10/1976        | 1992-1995  | 16 (0)            | 0    | 0      | 0      |
| Dominique Wouters | Belgique    | Gardien de but | 19/10/1968        | 1992-1993  | 0 (0)             | 0    | 0      | 0      |

## Z
| Joueur            | Nationalité | Position | Date de naissance | Période(s) | Matches (dont D1) | Buts | Jaunes | Rouges |
| ----------------- | ----------- | -------- | ----------------- | ---------- | ----------------- | ---- | ------ | ------ |
| Mohammed Zghouri  | Maroc       | ?        | 20/08/1952        | 1979-1980  | 14 (14)           | 0    | 0      | 0      |
| Zygmunt Ziembicki | Belgique    | ?        | 31/01/1949        | 1977-1978  | 0 (0)             | 0    | 0      | 0      |

### Sources
- (nl) « Liste des joueurs du club », sur Belgian Soccer Database (Excelsior Hasselt)
- (nl) « Liste des joueurs du club », sur Belgian Soccer Database (K. SC Hasselt)